# Maria Fołtyn

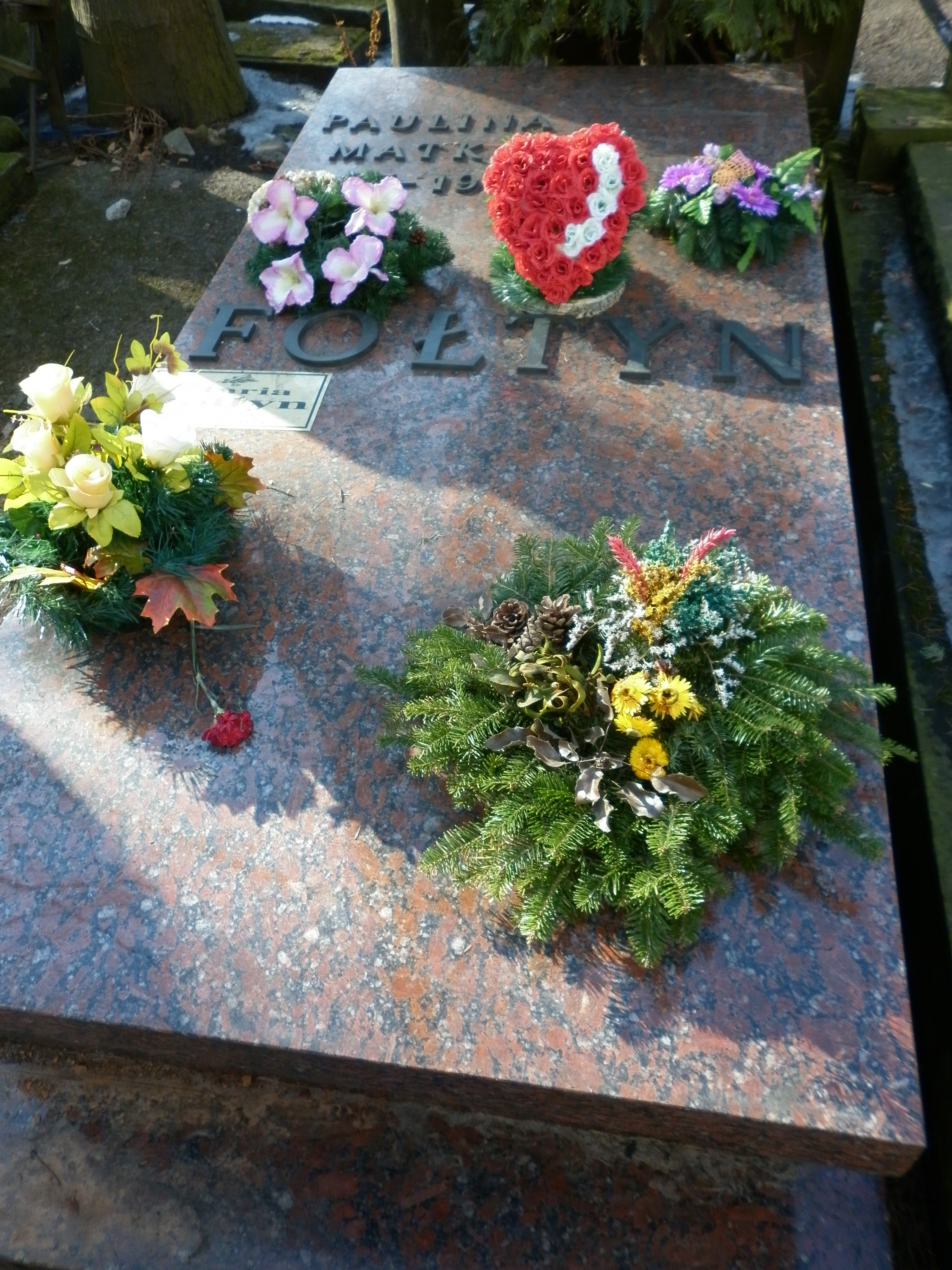
Grób Marii Fołtyn na cmentarzu Powązkowskim w Warszawie

Maria Fołtyn-Świerzyńska (ur. 28 stycznia 1924 w Radomiu, zm. 2 grudnia 2012 w Warszawie) – polska śpiewaczka i reżyserka operowa, założycielka i prezeska Towarzystwa Miłośników Muzyki Moniuszki.

## Życiorys
Była córką Józefa i Pauliny. Dzieciństwo i młodość spędziła w Radomiu, gdzie ukończyła Zakłady Naukowe Marii Gajl. Naukę śpiewu solowego rozpoczęła w 1945 roku w oddziale Gdańskiego Instytutu Muzycznego w Gdańsku-Wrzeszcz przekształconego w 1946 roku w pierwszą w Gdańsku Średnią Szkołę Muzyczną, którą ukończyła w 1948 roku. Równocześnie podjęła studia wokalne w Katowicach pod kierunkiem Adama Didura, a po jego śmierci w 1946 roku w Sopocie pod kierunkiem Ludwiga i Wandy Hendrichów. W 1949 w Gdańsku ukończyła studio muzyczno-dramatyczne Iwo Galla. Po przeprowadzce do Warszawy była uczennicą Ady Sari (1950–1957). W późniejszych latach pobierała też lekcje śpiewu u Giulii Tess w Vercelli (1957) oraz W. Baumlera w Lipsku (1965).
Jest także absolwentką Wydziału Reżyserii Państwowej Wyższej Szkoły Teatralnej w Warszawie (1973).
Podczas studiów w Gdańsku w 1948 przygotowywała tytułową rolę w przedstawieniu Halki Stanisława Moniuszki w Operze Leśnej w Sopocie. W zastępstwie chorej solistki zadebiutowała tą rolą na scenie operowej w Operze Śląskiej w Bytomiu 31 stycznia 1949. Po zaledwie jednym przedstawieniu wróciła do Gdańska, gdzie Iwo Gall przygotowywał inscenizację na otwarcie Opery Bałtyckiej 24 sierpnia 1949. Podczas szóstego przedstawienia została zauważona przez Zdzisława Górzyńskiego i zabrana przez niego do Warszawy, gdzie została solistką Opery Warszawskiej debiutując rolą Balladyny w operze Goplana Władysława Żeleńskiego.
Przed 1953 została żoną Adama Świerzyńskiego.
W 1962 została solistką teatru operowego w Lipsku. W latach 1965–1967 występowała w teatrach operowych Republiki Federalnej Niemiec, m.in. w Lubece i Hamburgu.
Po powrocie do Polski w latach 1967–1970 była solistką Teatru Wielkiego w Łodzi. Od 1971 zajęła się reżyserią spektakli operowych. Wyreżyserowała m.in. spektakle Halki w Hawanie, Meksyku i Ankarze oraz Strasznego dworu w Bukareszcie. Występowała także z recitalami m.in. w Bonn, Hamburgu, Rzymie, Mediolanie, Moskwie, Leningradzie, Pradze, Nowym Jorku, Toronto i Ottawie i wielu innych. Jest laureatką dwóch międzynarodowych konkursów wokalnych: w Vercelli (1956) i Chiararté (1957). W styczniu 1976 roku podpisała list protestacyjny do Komisji Nadzwyczajnej Sejmu PRL przeciwko zmianom w Konstytucji Polskiej Rzeczypospolitej Ludowej. W latach 1978–1998 była dyrektorem artystycznym Międzynarodowego Festiwalu Moniuszkowskiego w Kudowie-Zdroju. 
W 1988 założyła w Warszawie Towarzystwo Miłośników Muzyki Moniuszki i została jego prezesem. W 1999 otrzymała tytuł Honorowego Obywatela Miasta Radomia, a 20 listopada 2000 – doktorat honoris causa Akademii Muzycznej im. Karola Lipińskiego we Wrocławiu. Za swą działalność otrzymała wiele państwowych nagród i wyróżnień. Członkini honorowa Polskiego Stowarzyszenia Pedagogów Śpiewu.
2 czerwca 2012 przed budynkiem Zespołu Szkół Muzycznych w Radomiu odsłonięto pomnik artystki autorstwa Mariana Molendy.
Była mieszkanką Osiedla Stawki w Warszawie.
Maria Fołtyn zmarła wskutek komplikacji po udarze mózgu 2 grudnia 2012 w Warszawie. Ceremonia pogrzebowa artystki odbyła się 10 grudnia 2012 w Teatrze Wielkim-Operze Narodowej, po której odbyła się msza święta w kościele św. Karola Boromeusza; artystkę pochowano na cmentarzu Powązkowskim (kwatera 11-3-18).

## Odznaczenia, nagrody i wyróżnienia
- Order Sztandaru Pracy I klasy (1988)[11]
- Krzyż Komandorski Orderu Odrodzenia Polski[12]
- Krzyż Kawalerski Orderu Odrodzenia Polski (1953)[13]
- Złoty Krzyż Zasługi
- Srebrny Krzyż Zasługi
- Medal 40-lecia Polski Ludowej (1984)
- Odznaka Honorowa Towarzystwa „Polonia” (1988)
- Medal Moniuszkowski (1996)
- Medal „400 lat Stołeczności Warszawy” (1998)
- Tytuł „Zasłużony dla Kultury Narodowej” (1989)
- Doktorat honoris causa Akademii Muzycznej we Wrocławiu (2000)
- Teatralna Nagroda Muzyczna im. Jana Kiepury (2007)
- „Złote Berło” – Nagroda Fundacji Kultury Polskiej za wybitne osiągnięcia artystyczne – wokalne, reżyserskie i pedagogiczne oraz wytrwałą promocję muzyki polskiej w świecie (2007)

## Upamiętnienie
- W 2017 nadano imię Marii Fołtyn jednej z ulic w Radomiu[14].